# بيت حمران (المحويت)
بيت حمران هي إحدى قرى الجمهورية اليمنية. تتبع جغرافيا لمحافظة المحويت و إداريًا لمديرية الرجم. يبلغ تعداد سكانها 1123 نسمة حسب الإحصاء الذي أجري عام 2004.